# چهوتا لاکشمی‌پور
چهوتا لاکشمی‌پور (به لاتین: Chhota Lakshmipur) یک روستا در بنگلادش است که در استان باریسال و در ناحیه باریسال واقع شده است.